# Метенцефалон
Метенцефалон је ембрионални део задњег мозга који се разликује у мост и мали мозак. Садржи део четврте коморе и трограни живац (CN V), живац одводилац (CN VI), фацијални нерв (CN VII) и део вестибулокохлеарног нерва (CN VIII).

## Ембриологија
Метенцефалон се развија из више/ростралне половине ембрионалног ромбенцефалона и разликује се од миеленцефалона у ембриону до старости од приближно 5 недеља. До трећег месеца, метенцефалон се диференцира у своје две главне структуре, мост и мали мозак.

## Функције
Понс регулише дисање кроз одређена језгра која регулишу центар за дисање продужене мождине. Мали мозак ради на координацији покрета мишића, одржавању држања и интеграцији сензорних информација из унутрашњег уха и проприоцептора у мишићима и зглобовима.

## Развој
У раним фазама развоја мозга, мождане везикуле које се формирају су императив. Сваки регион мозга карактерише сопствена специфична архитектура. Ови региони мозга су одређени комбинацијом фактора транскрипције и сигнала који мењају њихов израз.
Истхмус је главни организациони центар за тектум и мали мозак. Тектум је дорзални део метенцефалона. Тектум укључује горње и доње коликуле, које играју улогу у визуелној и аудио обради. Два главна гена која утичу на метенцефалон су Фгф8 и Внт1, који се експримирају око превлаке. Фгф8 је такође познат као фактор раста фибробласта 8. То је протеин за који се сматра да је најважнији сигнал за организацију. Његова главна функција је постављање и одржавање баријере између средњег и задњег мозга, посебно између мезенцефалона и метенцефалона. Такође игра велику улогу у одлучивању о структури средњег и задњег мозга. Внт1 је протоонкогени протеин (фамилија ММТВ интеграционих места типа Винглес, члан 1). Првобитно се сматрало да овај ген игра улогу у развоју средњег и задњег мозга, али студије су показале да то можда није случај. Сматра се да Внт1 стоји иза генетског поремећаја званог Јоубертов синдром, поремећаја који утиче на мали мозак.
Отк1 и Отк2 су гени који играју важне улоге у развоју мозга, а студије су показале да се њихове улоге мењају током развоја мозга. Сматра се да у фази развоја мозга у којој је рострални мозак регионализован на своје различите делове (теленцефалон, диенцефалон, метенцефалон и месенцефалон) да Отк2 и Отк1 штите каудализацију диенцефалона и мезенцефалона у метенцепхалон.